# Charlu Ombre
Jean-Charles Pied, dit Charlu Ombre ou simplement Charlu, est un artiste, compositeur et musicien français. Il est notamment connu en tant que bassiste du groupe de punk rock français Ludwig von 88,.

## Biographie
Charlu apparaît sur la scène musicale alternative en 1983 avec le très "clashien" groupe de punk rock Nuclear Device, très proche de la mouvance Redskin. Le groupe sort une poignée de singles et EP et deux albums entre 1985 et 1988, mais cesse toute activité en 1988 et devient ND en 1989
Poursuivant son activité musicale notamment avec Ludwig von 88, Charlu reste très actif sur la scène rock alternative, contribuant entre autres au lancement de nouvelles formations musicales, comme par exemple le groupe Kiladikilé en 2013.